# Jeroen Blijlevens

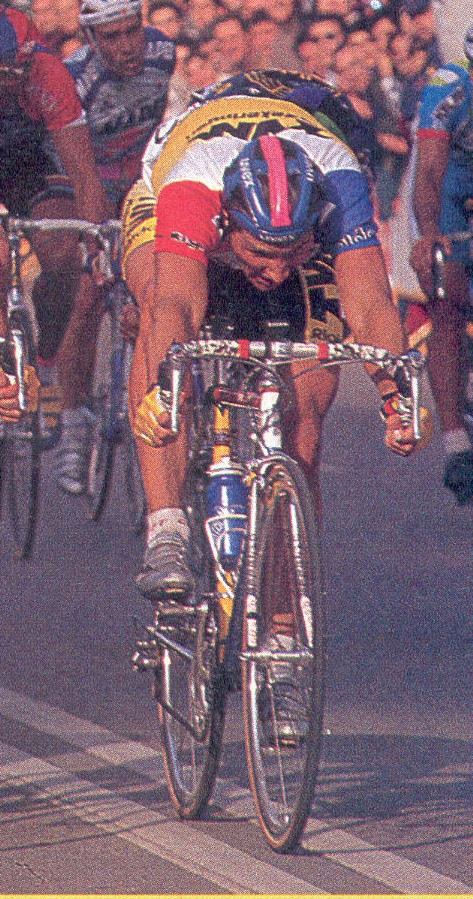
Tigersprung Jeroen Blijlevens Route du Sud 1995

Jeroen Blijlevens (* 29. Dezember 1971 in Rijen, Niederlande) ist ein ehemaliger niederländischer Radrennfahrer.

## Karriere
Blijlevens wurde im Jahre 1994 Profi. Der Niederländer gewann meist im Sprint insgesamt 74 Rennen, unter anderem Etappen bei den drei großen Rundfahrten Giro d’Italia, Tour de France und Vuelta a España. Ein unrühmlicher Höhepunkt seiner Karriere war die Schlussetappe der Tour de France 2000. Nach der Zieldurchfahrt geriet er mit Bobby Julich, den er beschuldigte, ihn im Massensprint behindert zu haben, in einen Streit. Zunächst war die Auseinandersetzung rein verbal, doch schließlich schlug Blijlevens mit der Faust in Julichs Gesicht. Auf Grund dieser Aktion wurde er nachträglich disqualifiziert.
Seine Karriere beendete Blijlevens am 22. April 2004. Danach arbeitete er als Co-Kommentator für die niederländische Sparte des Sportsenders Eurosport. Seit 2010 ist er Manager des Frauen-Radsportteams Nederland Bloeit.

## Doping
Blijlevens wurde in einem Untersuchungsbericht der Anti-Doping-Kommission des französischen Senats im Juli 2013 beschuldigt, zu rund 60 Fahrern zu gehören, denen anhand von Nachtests aus dem Jahr 2004 Doping mit dem Blutbildungshormon Erythropoetin (kurz: EPO) bei der Tour de France 1998 nachgewiesen werden konnte. Nach jahrelangem Leugnen gestand Blijvens im Juli 2014, gemeinsam mit seinem niederländischen Mannschaftskollegen Bart Voskamp 1998 mit EPO gedopt und EPO-Präparate von Spanien in die Niederlande illegal eingeführt zu haben. In einer Dokumentation des niederländischen Senders NOS gaben beide Fahrer außerdem an, dass TVM-Teamleiter Cees Priem davon nichts gewusst habe und damals in Frankreich zu Unrecht verurteilt worden sei. Priem selber war, mit diesen Aussagen konfrontiert, sichtlich getroffen, sagte aber „besser spät als nie“.

## Größte Erfolge
- Tour de France (4): 1995: 5. Etappe; 1996: 5. Etappe; 1997: 6. Etappe; 1998: 4. Etappe
- Giro d’Italia (2): 1999: 3.& 7. Etappe
- Vuelta a España (4): 1995: 10. Etappe; 1996: 5. Etappe; 1998: 2. Etappe & 5. Etappe
- Tour de Romandie: 1999: 3. Etappe
- Niederlande-Rundfahrt (4): 1995 & 1998: 1. & 2. Etappe; 1999: 1. & 5. Etappe
- Murcia-Rundfahrt (3): 1995: 1. & 4. Etappe; 1998: 1. Etappe
- Circuit Cycliste Sarthe (2): 1997: 2. & 3. Etappe
- Route du Sud: 1997: 1. Etappe
- Bayern-Rundfahrt (6): 1996: Prolog, 1., 2., 3. (Teil 2) & 5. Etappe; 1997: 1. Etappe

## Teams
- 1994–1999 TVM
- 2000 Polti
- 2001 Lotto-Adecco
- 2002 Domo-Farm Frites
- 2003–2004 BankGiroLoterij